# El Sant Sepulcre (Olèrdola)
El temple del Sant Sepulcre és una capella a poc més de mig km al NE del nucli de Sant Miquel d'Olèrdola (municipi d'Olèrdola, l'Alt Penedès) declarada bé cultural d'interès nacional. La capella del Sant Sepulcre forma part d'una masia propera a la Plana Rodona.

## Arquitectura
Juntament amb l'Església de Santa Margarida del Penedès de Cantallops (Avinyonet del Penedès), és una de les dues esglésies de planta circular que hi ha a la comarca de l’Alt Penedès.
L'interior presenta cúpula semiesfèrica i fornícules a les parets de la capella i de l'absis semicircular. La construcció ha sofert diverses modificacions, entre les quals el canvi d'emplaçament de la porta d'accés, adovellada i d'arc de mig punt, que actualment es troba en la línia de façana de la masia. La capella es corona amb espadanya d'una sola obertura. Conserva part de la decoració mural interior romànica, amb representacions de personatges i temàtiques religioses. El conjunt exterior es troba en l'actualitat totalment arrebossat i pintat de blanc.

## Història
Les notícies que es tenen de la capella del Sant Sepulcre indiquen que ja era construïda el 1061. L'orde del Sant Sepulcre hi tingué un priorat, documentat el 1175. El segle XVII experimentà modificacions en el seu interior, i en els segles xix i xx diverses restauracions. Cap al 1954 van descobrir-s'hi, sota l'arrebossat, unes interessants pintures murals del segle xi. Fou declarat Monument Històrico-Artístic el 1974.